# انجمن باغ میکده

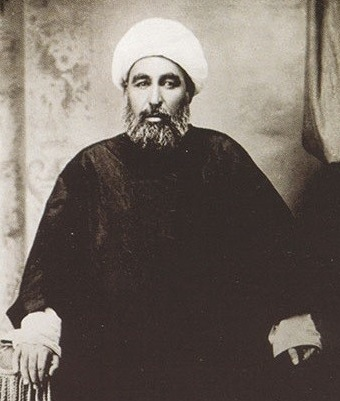
ملک‌المتکلمین منشی سفارت فرانسه از فعالین پیرو آیین بیانی، ازلی جنبش مشروطه

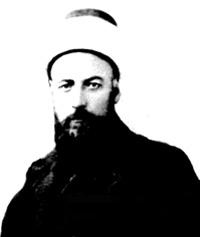
حسن رشدیه فعال ضد قاجار و عضو انجمن باغ سلیمان خان میکده)

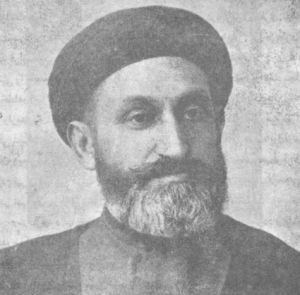
یحیی دولت‌آبادی از فعالین پیرو کتاب بیان، ازلی ^{توضیح}جنبش مشروطه

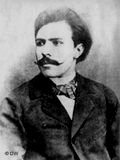
میرزا جهانگیرخان فعال مشروطه و پیرو کتاب بیان، ازلی بود
.

انجمن باغ میکده، انجمنی سری بود که در راستای حذف حکومت قاجار در محل باغ میرزا سلیمان خان میکده فعالیت می‌نمود.

## مقدمه
میرزا نصرالله ملک المتکلمین، سید جمال الدین واعظ و حاج میرزا یحیی دولت‌آبادی و دیگر تکاپوگران مشروطه با هم‌مسلکان‌شان در مخالفت با حکومت قاجار، در باغ میرزا سلیمان خان میکده جمع می‌شدند تا با تمرکز بیشتری به فعالیت‌های انقلابی خود بپردازند. تکاپوهای ایشان، سرانجام، به نقش‌آفرینی اساسی در تکوین جنبش مشروطه و نیز دخالت در پیشرفت آن انجامید.

## عقاید مذهبی اعضاء
بیشتر اعضای این انجمن، بابی بوده‌اند. جمال‌الدین واعظ اصفهانی می‌گوید: تفکرات بابی ازلی بر آن انجمن حاکم بود و بیشتر حاضران، آن گونه می‌اندیشیدند.

## نحوه تشکیل
هرچند مجالس کوچک از آزادیخواهان در تهران و شهرهای بزرگ در حال شکل‌گیری بود؛ ولی از ترس از خشونت حکومت، کسی جرئت برگزاری نشست‌های جمعی نمی‌کرد. میرزا نصرالله ملک‌المتکلمین، سیدجمال‌الدین واعظ، حاج میرزا یحیی دولت‌آبادی و دیگر تکاپوگران مشروطه با هم‌مسلکانشان در مخالفت با حکومت قاجار، در باغ میرزا سلیمان خان میکده جمع می‌شدند تا با تمرکز بیشتری به فعالیت‌های انقلابی خود بپردازند. تکاپوهای ایشان، سرانجام، به نقش‌آفرینی اساسی در تکوین جنبش مشروطه و نیز دخالت در پیشرفت آن انجامید.
گروه مؤسس، در تاریخ ۶ خرداد ۱۲۸۳ (۱۲ ربیع‌الاول ۱۳۲۲) در اقدامی بی‌سابقه و جسورانه اقدام به دعوت عده‌ای مورد اطمینان نمودند. برای محل تجمع باغ سلیمان خان میکده را انتخاب و به مدعوین توصیه نمودند که یک به یک، وارد شوند. سپس همه ۵۴ نفر در وسط باغ دور میزی که یک جلد قرآن روی آن قرارداشت جمع شدند و سید جمال‌الدین، پرچم ایران را بیرون آورد و سپس تک تک افراد، به میز نزدیک شده و با یک دست روی کلام‌الله و دست دیگر روی پرچم، در مقابل خداوند که قرآن نماینده او بود قسم خوردند.
چند نفر از جمله سید جمال الدین واعظ و ملک المتکلمین و محمدمهدی شریف کاشانی سخنرانی‌هایی نموده و قطعنامه‌ای در ۱۸ ماده خوانده و تصویب گردید، مطالب مهم آن در ارتباط با نحوه مبارزه با دربار، جلب نظر روحانیان، روشن کردن افکار عمومی با سخنرانی‌ها در مجالس مختلف و نوشتن و ارسال شرایط و وضع ایران به مطبوعات خارج از کشور بود.

## اعضاء مجمع عمومی
بعضی از افراد حاضر در جلسه:
- ملک المتکلمین
- سید جمال الدین واعظ
- ابوالحسن قاجار (شیخ الرئیس)
- یحیی دولت‌آبادی
- سید محمدرضا مساوات شیرازی
- سید عبدالوهاب اصفهانی
- سید اسدالله خرقانی
- میرزا حیدر علی زردوز
- میرزاسلیمان خان میکده
- محمدمهدی شریف کاشانی
- میرزا ابراهیم خان نشاط منشی سفارت فرانسه
- محمد حسین ذکاءالملکمحمدحسین فروغی
- مجدالاسلام کرمانی
- حاجی سیاح
- میرزا جهانگیرخان صوراسرافیل
- ارباب گیو زردشتی
- میرزا حسن رشدیه

و ۳۲ نفر دیگر

## نفرات کلیدی
در میان اعضای این انجمن، افرادی چون شیخ محمدمهدی شریف کاشانی، ملک المتکلمین، سید جمال واعظ، سید محمدرضا مساوات، سید اسدالله خرقانی، شیخ مهدی بحرالعلوم کرمانی، مجدالاسلام کرمانی، ابوالحسن میرزا قاجار - آقا میرزا محسن (برادر صدرالعلما) - سلیمان خان میکده - یحیی دولت‌آبادی - محمدعلی خان نصرت السلطان - جهانگیرخان صوراسرافیل، میرزا عباس علی خان شوکت، حامدالملک شیرازی، میرزا محمود شیرازی، حاج میرزا علی محمد دولت‌آبادی و … حضور داشتند. برخی از ایشان در میان منسوبان نسبی و سببی صبح ازل قرار داشتند و برخی نیز در گذشته، به قبرس رفته و با پیشوای شان دیدار کرده‌اند.
مهدی ملک‌زاده از شیخ محمدمهدی شریف کاشانی به عنوان ریاست این انجمن که به انجمن باغ میکده شناخته می‌شود نام می‌برد.
شیخ عبدالعلی موبد بیدگلی کاشانی، از فعالین انجمن سری آزادی خواهان باغ میکده بود. وی در هنگام انتشار خبر کشته شدن ناصر الدین شاه برخی از هم مسلکانش می‌خواند
| زدودم ز ایران عار و ننگ |  | عجم زنده کردم به تیر فشنگ |

## فعالیت‌ها
ملک‌زاده فهرستی از اعضای انجمن باغ میکده را که سلیمان خان میکده به او داده بود را در کتاب زندگانی ملک المتکلمین آورده، نگاشتن مقالات بی امضاء در خصوص فایده‌های مشروطیت، سیر دادن سید محمد طباطبایی و سید عبدالله بهبهانی به مخالفت با حکومت و… را به اعضای این انجمن نسبت داده است. و در کتاب تاریخ انقلاب مشروطیت ایران، این انجمن را به شکلی تفصیلی شرح داده و تعداد بیشتری از اعضای آن را یاد نموده و آن گروه را هستهٔ انقلاب مشروطیت نامیده و اعمال زیر را به ایشان نسبت داده است:
- فرستاده شدن سید اسدالله خراقانی به نجف، برای ورود ملا محمدکاظم خراسانی در مشروطیت[۱۹]
- ایجاد اتحاد و همقدمی میان سیدمحمد طباطبایی و سید عبدالله بهبهانی[۲۰]
- حرکت دادن تاجران تهران به سمت مخالفت با دولت و در نهایت تحصن در حرم عبدالعظیم (مهاجرت صغری)[۲۱]
- تماس با روحانیون مخالف[۲۲]
- دخالت در پیوستن پسر بزرگ شیخ فضل‌الله نوری به متحصنان شهر ری[۲۳]
- رساندن نامه‌های تهدیدآمیز به مظفرالدین شاه[۲۴]
- شرح حکومت قانون و نتایج حاصل از مجلس مؤسسان، برای متحصنان شهرری[۲۵]
- نقش اساسی در تأسیس عدالتخانه[۲۶][۲۷][۲۸]
- کمک مالی به مخالفان دولت[۲۹]

## به توپ بستن مجلس
این گروه در نهایت با تدابیر علی‌اصغرخان اتابک از هم پاشیده، ماهیت آن افشاء و اعضای آن شناخته شده و به حبس و تبعید گرفتار شدند.
نام سید جمال الدین واعظ به همراه ملک‌المتکلمین، میرزاجهانگیرخان، سید محمدرضا مساوات در لیست چهارنفری بود که محمدعلی شاه قبل از بتوپ بستن مجلس، درخواست تبعید آن‌ها را از ایران کرده بود.
جمال‌الدین واعظ همراه با ملک المتکلمین رهبریِ گروه‌های بزرگی از مشروطه‌گرایان را به عهده داشت.